# Rotundicerus rubripictus
Rotundicerus rubripictus är en insektsart som beskrevs av Dietrich. Rotundicerus rubripictus ingår i släktet Rotundicerus och familjen dvärgstritar. Inga underarter finns listade i Catalogue of Life.